# San Giorgio della Richinvelda
San Giorgio della Richinvelda – miejscowość i gmina we Włoszech, w regionie Friuli-Wenecja Julijska, w prowincji Pordenone.
Według danych na rok 2004 gminę zamieszkiwało 4316 osób, 91,8 os./km².